# My Sexiest Year
My Sexiest Year est un film américain réalisé par Howard Himelstein, sorti en 2007.

## Synopsis
L'histoire d'un jeune homme rencontrant un inoubliable top-model, dont il tombe sous le charme.

## Fiche technique
- Titre : My Sexiest Year
- Réalisation : Howard Himelstein
- Scénario : Howard Himelstein
- Production : Belle Avery, Michael Cerenzie, Amy Balsam, William Gilmore, Merlin Reaume, Paul Parmar et Sam Zaharis
- Montage : Richard Crudo (en)
- Photographie : Richard Crudo (en)
- Pays de production :  États-Unis
- Durée :
- Date de sortie : 2007

## Distribution
- Frankie Muniz
- Harvey Keitel : Zowie
- Ryan Cabrera
- Haylie Duff
- Amber Valletta
- Karolína Kurková
- Christopher McDonald
- Mike Russel
- Frances Fisher
- Allan Rich
- Victor Alfieri
- Nick Zano